# 参宿增十一
獵戶座ψ，又名BD+01 1005，HD 35439、SAO 112734、HR 1789，是獵戶座的一颗恒星，视星等为4.95，位于銀經200.96，銀緯-18.29，其B1900.0坐标为赤經5h 19m 33.3s，赤緯+1° -18.29′ 17″。